# Фастрицкий, Сергей Викторович
Сергей Викторович Фастрицкий (11 мая 1904, село Калмыковка, Калмыковский уезд, Уральская область — 9 ноября 1944) — советский военачальник, полковник (30 июля 1942), участник Гражданской и Великой Отечественной войн.

## Биография
С июня 1921 года служил в Рабоче-крестьянской Красной армии.
В 1928 году окончил Московскую артиллерийскую школу им. Л. Б. Красина, в 1936 году Академические курсы технического усовершенствования старшего начсостава при Артиллерийской академии РККА им. Ф. Э. Дзержинского преподавательское отделение, в 1937 году курсы усовершенствования командного состава зенитной артиллерии отделение старшего комсостава (1937), в 1938 году 2 курса математического факультета Ленинградского государственного университета, в 1944 году ускоренный курс Высшей военной академии им. К. Е. Ворошилова.
Во время Гражданской войны служил в военно-строительном отряде в Самаре, а затем на Туркестанском фронте.
В 1938 году был арестован и уволен со службы, но в январе 1940 года освобожден и восстановлен в Рабоче-крестьянской Красной армии, после этого преподавал в Симферопольском пехотном училище.
Во время Великой Отечественной войны принимал участие в боях за Новгород Великий в должности командира 292-го легкоартиллерийского полка. В сентябре 1941 года был принят должность начальника артиллерии 311-й стрелковой дивизии. В апреле 1942 года занимал должность начальника артиллерии Волховской оперативной группы Ленинградского фронта и принимал участие в сражениях за Дубовик. С мая он занимал должность начальника артиллерии Невской оперативной группы. С октября 1942 года был командующим артиллерией 67-й армии и принимал участие в операции по прорыву блокады Ленинграда.
После окончания курсов в 1944 году был назначен командиром 2-й артиллерийской дивизии прорыва РГК, которая участвовала в Псковско-Островской, Тартуской и Рижской наступательных операциях.
Погиб в бою 9 октября 1944 года.

## Награды
- Орден Красного Знамени[1]
- Орден Кутузова II степени[2]
- Медаль «За оборону Ленинграда»